# Henry Tingle Wilde
Henry Tingle Wilde RNR, britanski pomorščak, mornar in častnik, * 21. september 1872, Liverpool, Anglija, † 15. april 1912, Severni Atlantik
Wilde je bil glavni častnik na ladji RMS Titanic.

## Zgodnje življenje
Henry Wilde je bil krščen v kongresni kapeli Loxley 24. oktobra 1872 v Sheffieldu. Bil je sin Henryja Wilda, zavarovalnega inšpektorja iz Ecclesfielda v Južnem Yorkshireu. Njegova mati je bila Elizabeth Tingle iz Loxleyja, Bradfield. Henry Tingle Wilde je odšel na morje že v najstniških letih. Učil se je pri mornarjih. Prva ladja na kateri je služboval, je bila Greystoke Castle, preden je bil presemeščen na ladjo 1314 tonsko Hornsby Castle. Prva ladja na kateri pa je služboval kot častnik je bila SS Brunswick, na kateri je leta 1895 služboval najprej kot tretji in pozneje kot drugi častnik. Leta 1896 je bil premeščen na ladjo SS Europa, kjer je služil kot drugi častnik. Julija 1897 se je pridružil prestižni britanski pomorski družbi White Star Line.
Wilde je bil častnik kraljeve mornarice kjer je bil 26. junija 1902 častnik, ki je poročal.
Wilde je začel delati kot mlad častnik na številnih ladjah družbe White Star Line. Med njimi so bile ladje Covic, Cufic, Tauric in Delphic. Tragedijo je doživel decembra 1910, ko sta mu umrla njegova žena in njegova sina dvojčka Archie in Richard. Augusta 1911 je služil kot glavni častnik na ladji RMS Olympic, pod poveljstvom kapitana Edwarda J. Smitha.

## Titanic
Wilde je načrtoval 3. aprila 1912 odpotovat iz Southamptona na ladji Olympic, vendar je zamenjava častnikov na ladji RMS Titanic povzročila, da je bil potreben dodaten častnik. William McMaster Murdoch je postal prvi častnik in Charles Lightoller drugi častnik potem, ko je bil prvotni častnik David Blair odpuščen. Wilde je bil ponovno poklican za glanega častnika. Sprejel je vabilo in postal glavni častnik na Titanicu. 
Wilde je na Titanic prišel na dan odhoda 10. aprila, ob 6:00 uri zjutraj. Med odhodom iz pristanišča je Lightollerju pomagal odstraniti vrvi vlačilcev z ladje, ki so ladjo pospremili iz pristanišča. Med krstno plovbo je Wilde opravljal svoje delo od 2 do 6 ur. Ko je Titanic zaplul na odprto morje Atlantskega oceana, je Wilde napisal svoji sestri pismo v katerem je napisal, da ladjo čuti za pravo ladjo. Čeprav pismo, če obstaja, ni bilo nikoli javno objavljeno. 
14. aprila 1912 je Titanic ob 23:40 trčil v ledeno goro. Takoj po trku je Wilde odšel v podpalubje, da bi si ogledal škodo na trupu ladje in poplavljene prostore. Nato se je vrnil nazaj na ladijski most, tik preden je prišel ladijski konstruktor Thomas Andrews. Zgleda, da ste obe poročili prepričali kapitana Smitha in ladijsko posadko, da bo ladja potonila. Medtem, ko je bil Murdoch zadolžen za spuščanje reševalnih čolnov na desni strani ladje, je Wilde z Lightollerjem nadziral spuščanje čolnov na levi strani ladje, vendar se je zdelo, da je imel ves postopek spuščanja čolnov wilde pod nadzorom. Spuščal je čolne napoljnene z ženskami in otroci in si dakrat dovolil, da je preusmeril Lightollerja h kapitanu Smithu. Zadolžil je polnjenje čolnov v celoti in dal strelno orožje tako Murdochu in Lightollerju, v primeru panike. Do 1:40, ko je bila več, kot polovica čolnov na levi strani spuščenih, je Wilde odšel na desno stran ladje. 
Lightoller je v svojem članku za Christian Science Journal (Bol. XXX, 10/1912, št. 7) zapisal, da je Wilda nazadnje videl, ko se je spet vrnil na palubo in rekel: "Oblekel si bom reševalni jopič". 

## Smrt
O Widlovi smrti je več mnenj. En preživeli potnik je povedal, da je videl Wilda kako se je trudil vkrcati potnike v zložljiv čoln A in je umrl potem, ko je voda dosegla glavno palubo in se je utopil v vodi. Drugi so povedali, da so videli Wilda, da je tik preden je voda dosegla glavno palubo, kadil cigareto na ladijskem mostu. Obstajajo dokazi, da je Wilde plaval do zložlivega čolna B in se rešil nanj, vendar je bil že tako izmučen, da je padel v nezavest ter pri tem padel nazaj v vodo in umrl. 
Truplo Henrya Tingle Wilda niso nikoli našli. 

## Zapuščina in spomin
Njegovo ime je zapisano na družinskem nagrobniku na pokopališču Kirkdale v Liverpoolu, ki ga zaznamujeta veliko ime in nagrobni spomenik. Napis se glasi: "Tudi kapitan Henry T. Wilde, častnik dolžnosti glavnega direktorja RNR, ki je 15. aprila 1912 dočakal svojo smrt v nesreči ladje RMS Titanic, star 39 let, je eden od britanskih junakov' ".